# チャック・ノリス in 地獄の銃弾
『チャック・ノリス in 地獄の銃弾』（原題：The Cutter）は、2005年に公開されたアメリカのビデオ映画。チャック・ノリス主演。アメリカでは暴力描写の多さからR指定を受けた。
本作の台詞にはノリスの決まり文句が数多く含まれている。撮影はスポケーンで行われ、スポケーン交通局の全面的な協力を受けて公共バスなど多くの公共交通機関が撮影の為に利用された。

## あらすじ
ワシントン州スポケーン。元刑事の私立探偵ジョン・シェパードは、ある日偶然にも誘拐事件の現場に遭遇する。シェパードは悪漢を制圧して誘拐を阻止するが、さらわれようとしていた女性はそのまま逃げてしまう。しかし後日、その女性エリザベス・テラーがシェパードの元を訪れた。彼女は行方不明になった宝石職人の叔父アイザック・テラーを探して欲しいという。
シェパードは悪漢の襲撃を退けつつ、警察時代の同僚を始めとする協力者の助けを得て捜査を続けていく。やがて、この誘拐の裏にはシナイ砂漠の遺跡発掘現場で起こった宝石強盗、ホロコーストからの生存者であるアイザックの過去、そしてアウシュヴィッツ収容所に勤務していた元SS隊員の陰謀が関わっている事が明らかになってゆく。

## キャスト
※括弧内は日本語吹替。
- ジョン・シェパード：チャック・ノリス（横島亘）
- エリザベス・テラー：ジョアンナ・パクラ（山像かおり）
- アイザック・テラー：バーニー・コペル（小高三良）
- ダーク・クロス：ダニエル・バーンハード（西凜太朗）
- パークス：トッド・ジェンセン（英語版）（高瀬右光）
- アレーナ：トレイシー・スコギンズ（英語版）
- ムーア：マーシャル・R・ティーグ
- アレックス：デロン・マクビー（英語版）
- エディ：ディーン・コクラン（英語版）
- スピアマン大佐：クルト・ロウェンズ（英語版）
- トニー・メイラン：アーロン・ノリス（英語版）
- ジョセフ博士：マーク・イヴァニール（英語版）